# Renáta Kellnerová
Renáta Kellnerová (* 4. července 1967) je česká podnikatelka, zakladatelka a předsedkyně správní rady Nadace The Kellner Family Foundation. Jejím manželem byl podnikatel Petr Kellner, který zemřel 27. března 2021 při havárii vrtulníku na Aljašce. Do manželství se narodily tři dcery včetně nejstarší, parkurové jezdkyně Anny Kellnerové. Vychovali také Petra Kellnera mladšího z dřívějšího podnikatelova vztahu. V roce 2024 přinesl Deník N informaci, že se jejím partnerem stal právník a investor Tomáš Otruba, jenž se účastnil transakcí PPF a měl řídit přesun klíčových aktiv do vzniklého rodinného holdingu Amalar ve vlastnictví Renáty Kellnerové s dvěma dcerami.
Ke květnu 2025 zůstávala podle Forbesu nejbohatším člověkem Česka, když s rodinou vlastnila majetek v hodnotě 378 miliard korun. K lednu 2023 byla také 12. nejbohatší ženou světa.

## Podnikatelské aktivity
V září 1993 se stala členkou představenstva nově založené akciové společnosti PPF moravskoslezský investiční fond, jednoho ze dvou fondů založených investiční skupinou PPF pro druhou vlnu kupónové privatizace.
Po úmrtí manžela se stala koncovou majitelkou PPF a očekává se, že většinovou majitelkou PPF Group zůstane i po vypořádání závěti. V tomto případě by se stala nejbohatší Češkou a zároveň i Čechem.

## Dobročinnost
V prosinci 2002 založila s manželem Petrem Kellnerem Nadaci Educa, ve které působila jako předsedkyně správní rady. Nadace Educa finančně podporovala studenty soukromého osmiletého gymnázia Open Gate ve středočeských Babicích. V květnu 2009 založila s manželem Nadaci The Kellner Family Foundation, která převzala činnost Nadace Educa. Nadace The Kellner Family Foundation se zaměřuje na zvyšování kvality vzdělávání ve veřejných základních školách v České republice (projekt „Pomáháme školám k úspěchu“), podporuje sociálně znevýhodněné studenty gymnázia Open Gate a poskytuje granty českým studentům pro studium na zahraničních univerzitách (Projekt Univerzity). Za dobu své existence rozdělily rodinné nadace manželů Kellnerových 1,6 mld. Kč.

## Organizace jezdectví
V srpnu 2013 se stala předsedkyní představenstva nově založené akciové společnosti Czech Equestrian Team a.s.(CET), která se zabývá chovem a výcvikem sportovních koní. Společnost CET je od roku 2018 pořadatelem pražského závodu Prague Playoffs celosvětové série parkurových závodů Global Champions League. Závodní jezdkyní CET je Anna Kellnerová, dcera Renáty Kellnerové. V srpnu 2020 byl Czech Equestrian Team pořadatelem mezinárodních závodů v parkurovém skákání Prague Cup, při kterých si český reprezentační tým splnil kvalifikační podmínky pro účast na olympiádě v Tokiu, která se konala v létě 2021.